# Reichsabschied
Als Reichsabschied (lat. recessus imperii), auch Reichsrezess genannt, wird die Gesamtheit der auf einem Reichstag des Heiligen Römischen Reiches beratenen und erlassenen Bestimmungen bezeichnet, die der Kaiser am Ende zu verlesen hatte.

## Geschichte
Bei den Reichstagen von 1489 und 1495 etablierte sich die Praxis eine Zusammenfassung der gemeinsamen Beschlüsse in deutscher Sprache zu erstellen und beim Lindauer Hoftag von 1497 bezeichnete Maximilian I. erstmals die Beschlüsse als „Abschied zu Worms“. Die Reichstage von 1497 und 1497/98 nutzen den Begriff des Abschiedes, das Dokument wurde vom Kaiser im Namen der Teilnehmer publiziert. Der erste als Druck publizierte Reichsabschied von 1500 führte als Titel Abschid des Reichstags.
Bis zum Jahre 1654 begannen die Reichstage – neben zeremoniellen Akten – mit der Verlesung der kaiserlichen Proposition, der vom Kaiser vorab festgelegten Tagesordnung, und sie endeten mit Verlesung und Beurkundung der Beschlüsse, dem Reichsabschied.
Der letzte dieser Reichsabschiede ist als Jüngster Reichsabschied (lateinisch recessus imperii novissimus) bezeichnet und enthielt die Beratungsergebnisse aus den Jahren 1653/54 des Reichstages zu Regensburg.
Da der Immerwährende Reichstag seit 1663 nicht mehr formell beendet wurde, konnten seine Beschlüsse auch nicht als Reichsabschied erarbeitet werden. Die Beschlüsse wurden deshalb in Form sogenannter Reichsschlüsse niedergelegt. Die Ratifizierung dieser Beschlüsse wurde meist durch den Vertreter des Kaisers beim Reichstag, dem Prinzipalkommissar, in Form eines Kaiserlichen Commissions-Decrets durchgeführt.

## Inhalt
Die Reichsabschiede enthielten Beschlüsse zu unterschiedlichen Themen. Die Bandbreite der Beschlüsse richtete sich nach der Zuständigkeit des Reichstags für die Reichsgesetzgebung. Dazu gehörten unter anderem Entscheidungen über Krieg und Frieden oder Umgang mit Ereignissen wir der Reformation. Die Abschiede beschäftigten sich auch mit dem Münzwesen, der Policey, dem Handel, den Reichssteuern, der Fehde und sozialen Unruhen.
Neben Beschlüssen enthielten die Reichabschiede auch einzelne Ordnungen, so die Reichskammergerichtsordnung (1495, 1521, 1548), die Reichsexekutionsordnung (1555), die Reichsmünzordnung (1559) und die Reichspoliceyordnung (1530, 1548), sowie weitere Erlasse wie den Ewigen Landfrieden (1495), die Reichsmatrikel (1521), die Constitutio Criminalis Carolina (1532) und den Augsburger Religionsfrieden (1555).
Die Beschlüsse und Ordnungen bildeten den Großteil des corpus recessus imperii. Zu diesem gehörten aber Beschlüsse anderer Versammlungen wie dem Reichsdeputations- und Kurfürstentag, die ebenfalls mit einem Abschied endeten.

## Entstehung
Die Reichabschiede sind das Ergebnis von Verhandlungen zwischen den auf einem Reichstag versammelten Akteuren wie Kaiser, Reichsständen und Gesandten und können nach Analyse von Karl Härter nicht vom modernen Begriff des Gesetzes erfasst werden, auch wenn sie als allgemeine Reichsgesetze bezeichnet werden. Ihr Inhalt entstand aus der kaiserlichen Proposition, Protokollen der Reichstagsberatungen, den Entscheidungen der drei Kurien sowie Entwürfen für Ordnungen. Diese Menge an Dokumenten wurde durch die Reichskanzlei des Reichserzkanzlers in ein Dokument verarbeitet. Dieser Entwurf aus der Kanzlei wurde dann im Kurfürstenrat vorgestellt und in einem Ausschuss, bestehend aus Vertretern von Reichsständen und Kaiser diskutiert und aus den Beratungen entstand dann der Reichsabschied. Anschließend wurde der durch Reichstagsmehrheit gestützte Reichsabschied verlesen und ein Druckprivileg für einen Verleger zur Veröffentlichung des Abschieds erteilt.
Dieser Reichsabschied wurde während der Schlusssitzung des Reichstags verlesen und dann durch Kaiser und Stellvertreter aus jeder Kurie „ratifiziert und gesiegelt“. Die Kanzlei des Mainzer Reichserzkanzler diktierte den Abschied dann den Schreibern der Reichsstände, gab den Abschied in den Druck und übersandte jeweils ein Dokument an die Reichsinstitutionen, bspw. an den Reichsfiskal. Von den Reichsabschieden existierten zwei handschriftliche Exemplare, die von der Reichskanzlei und der Reichshofkanzlei aufbewahrt wurden.

## Ausgaben und Editionen
Die Reichabschiede lassen sich fast alle als Drucke aus der Druckerei des Reichserzkanzlers nachweisen. Diese Drucktätigkeit wird als „quasi-amtliche Aufgabe“ bezeichnet. Ab 1507 druckten auch weitere Drucker die Abschiede. Einzelne Ordnungen wurden auch separat gedruckt. Zeitgenössische Ausgaben der Abschiede erschienen oft mit Holzschnitten, die Kaiser, Reichsstände und Handlungen des Reichstages darstellten. Eine erste Kompilation von Beschlüssen erschien 1501 unter dem Titel buch des heiligen römischen reichs unnderhalltung und umfasst Beschlüsse von 1495 bis 1500, weitere wichtige Kollektionen entstanden 1527 und 1536. Die Sammlungen enthielten zumeist auch seit der Goldenen Bulle auch andere Dokumente, wie Friedensverträge, Reichsgrundgesetze und andere Urkunden. Als letzte und bedeutendste der zeitgenössischen Sammlungen wird die von Heinrich Christian von Senckenberg und Johann Jacob Schmauß edierte Neue und vollständigere Sammlung der Reichs-Abschiede von 1747 bezeichnet.
Als wichtigste Edierung der Abschiede in der modernen Zeit wird die Edierung im Rahmen der Edition der Reichstagsakten bezeichnet. Dabei wurden bislang die meisten Reichsabschiede in einer kritischen Edition veröffentlicht.

## Bedeutung für das Reich und die moderne Forschung
Die Reichabschiede lassen sich aufgrund ihrer Entstehungsgeschichte als Einigung zwischen Kaiser und Reichsständen auch als Verträge bezeichnen, bei ihnen handelt es sich somit um den vereinbarten „Rechtsrahmen mit Gesetzescharakter“. Dem Kaiser war er möglich aufgrund der Abschiede Ausführungsbestimmungen zu erlassen und vielfach wurden die Normen in das Partikularrecht der Territorien im Alten Reich übernommen. Zum Teil wurde ihre Verbindlichkeit aber auch von Reichsständen, insbesondere solchen, die gegen die Bestimmungen protestiert hatten, in Frage gestellt.
Aufgrund der zahlreichen zeitgenössischen Ausgaben der Reichsabschiede gelten diese als relevante Dokumente für die Rechts- und Verwaltungspraxis. Eine Relevanz wird ihnen auch für die Ausbildung der Rechts- und Amtssprache zugesprochen und die Ausbildung des ius publicum imperii und des deutschen öffentlichen Rechts. Als Forschungsdokumente ermöglichen sie Einblick in eine Vielfalt von Themen, insbesondere da sie viele politische und rechtliche Themen behandelten. Dazu gehören unter anderem die Strafrechtsgeschichte, die Reformation, die Policeyordnungen und der Umgang mit Juden. Die Abschiede werden aber auch genutzt für die Erforschung der Entwicklung von Gesetz und Gesetzgebung.